# Bayram (artiste)
Pour les articles homonymes, voir Bayram.
 (avril 2013).
Si vous disposez d'ouvrages ou d'articles de référence ou si vous connaissez des sites web de qualité traitant du thème abordé ici, merci de compléter l'article en donnant les références utiles à sa vérifiabilité et en les liant à la section « Notes et références ».
Bayram, né Bayram Küçük le 10 mai 1937 à Krasnodar (ex-URSS) et mort le 2 mai 2012 dans le 13e arrondissement de Paris,, est un plasticien, peintre, sculpteur, photographe et poète russe naturalisé français en 1971.

## Biographie
Il passe son enfance à Istanbul, baigné dans une double culture féconde, celle de la Russie et celle de l’Asie Mineure, creuset de multiples et riches civilisations dont il va se nourrir.
Dès l’âge de 8 ans, il dessine et il est initié à la photographie, discipline qu’il apprend auprès d’un photographe professionnel, ami de la famille.
Encore aux Beaux-Arts d’Istanbul, il expose ses peintures en 1955 lors de manifestations internationales. Ses dessins humoristiques sont régulièrement publiés dans la presse quotidienne turque.
Ses études aux Beaux-Arts terminées, il s’installe définitivement à Paris en 1958. Bayram considère Paris comme sa ville d’adoption, la Ville lumière de sa re-naissance...
Il mène ensuite une carrière de plasticien. Sa peinture et sa sculpture représentent même la France (Biennale de Paris de 1963 à 1965). Il expose dans des galeries notoires : Ariel, Lucien Durand, Weiller.
Sa peinture s'apparente à l’époque au courant de l'abstraction lyrique. Il est soutenu par des mécènes comme le journaliste Hervé Mille, directeur de Paris Match, et la baronne Alix de Rothschild. En sculpture, il explore de nouveaux matériaux et réalise des objets en polystyrène expansé qu’il peint et dont il fait fondre quelques exemplaires en bronze par la fonderie Susse.
À partir des années 1970, son œuvre (peintures et sculptures) prend un nouveau tournant. Bayram l’apparente à une forme de synthèse picturale Orient-Occident, qu’il nomme « picturisme », où il intègre les arts populaires du monde en une expression actualisée qui se veut universelle. Dans ses peintures, il recourt à des techniques mixtes (travail à la feuille d'or, peinture acrylique, pastels, crayons, aquarelle, aérographe). Quant à ses sculptures, il affectionne le bois et le métal. Il conçoit l'encadrement de ses tableaux et dessins comme faisant partie intégrante de l'œuvre. Il les réalise lui-même ou les construit à partir de profils existants.
Il privilégie alors des lieux d'exposition ouverts au grand public. Un film est réalisé sur lui en 1992 et fait partie de la sélection au XVe Festival international du film d'art de l'UNESCO. Il participe aussi à la grande exposition « Le Tondo aujourd’hui » qui rassemble une centaine d’artistes contemporains autour d’une création de forme ronde. Pour l'occasion, il écrit et dessine un ouvrage « L’art d’arrondir les angles en 7 formules ».
Si la peinture est son mode d’expression premier, la photographie l’habite depuis son plus jeune âge. À partir de 1999, Bayram se consacre presque exclusivement à cet art et à la réalisation de livres d’artiste. Il expose régulièrement ses images, notamment dans Truffaut Parly 2 (septembre-octobre 1989), Le Musée en herbe à La Halle St Pierre (juin-juillet 1995), les FNAC (Parly 2 : 1995 / Ternes : 1999, 2002 et 2004). Plusieurs de ses photos sont affichées en très grand format sur une vitrine des Galeries Lafayette en 2002 et 2003.
Bayram développe une manière photographique très originale et personnelle où, avec humour, il excelle à mettre en évidence les aspects sous-jacents et insoupçonnés de la réalité qui nous entoure. Le laboratoire photographique Dupon le soutient dans toutes ses expositions.
Pionnier de l'estampe numérique, Bayram est parmi les premiers à réaliser des livres d'artiste imprimés numériquement en série limitée et signés. En tout, une trentaine de livres est à son actif, avec les Éditions ARTSIRIS.
Parmi ses livres, citons des portfolios de photos : « Les Troncs Tronches », « Les fruits et légumes en gaieté », « Rires d’Armes » et « À Vue d’Œil », avec une série de six coffrets originaux.
Bayram écrit également de courts textes poético-philosophiques qu'il nomme "Les Diseries", dont le premier date de 1987. Une série de deux « Blâblâsseries » voient le jour en 2004 et 2005.
Il crée également des livres associant textes et images comme « Les Heures Heureuses », « Les Jardins d’Ailleurs », « Les contes en couleurs », « La Mer », qui sont des créations totales tant dans la forme que le contenu. Ses livres figurent dans des collections privées et dans les collections de la Bibliothèque nationale de France.
En 2008, les Éditions Trans Photographic Press lui consacrent un ouvrage de photos  « Les Jeux-bilatoires » qui se veut un voyage trans-photographique à travers ses images prises entre 1989 et 2007. Il obtient le soutien de la marque Leica.
Même s’il revendique sa citoyenneté au monde, Bayram adopte la nationalité française en 1971 et réside à Paris.
Il y meurt en 2012, entouré de sa compagne et de ses amis.
Ses amis ont décidé le 20 décembre 2012 de donner une forme concrète et officielle à leur volonté de partage et de pérennisation de son œuvre, qui est une ode vivante à la création sous toutes ses formes.
Pour développer et soutenir ce projet, ils se sont rassemblés dans une structure moderne, à mi-chemin entre fondation et association, un fonds de dotation.
Ce fonds de dotation, qui se nomme « Fonds de Dotation Bayram », http://www.bayram.fr/fonds.html  a officiellement vu le jour par la parution de sa création au Journal Officiel du 26 janvier 2013. Il est dirigé par un Conseil d’Administration de 10 membres fondateurs, présidé par sa compagne, Anne-Catherine Dugast.

## Citations
Copyright Éditions Artsiris, Paris
- "Parfois, une seule vague peut émouvoir toute la mer." Diseries II, 1991, Éditions Artsiris, Paris
- "Si la vie est trop dure, il faut mordre dans la mie!" Avant l'orage, 1996, Éditions Artsiris, Paris
- "La goutte d'eau, qui tombe dans le jardin, est la semence d'une future flamme!" Jardins d'ailleurs, 1999, Éditions Artsiris, Paris

## Livres
Publiés aux Éditions Artsiris, Paris
- Les Diseries I, 1987
- Les Diseries II, 1991
- L’art d’arrondir les angles en 7 formules, 1992
- Avant l’orage ou Diseries III, 1996
- Eros-Tics ou Diseries IV, 1997
- Le mystère de la chambre noire ou Diseries V, 1997
- Le livre des heures heureuses ou Diseries VI, 1998
- Les Diseries I enrichie d’illustrations/lettrines, 2e édition 1998
- Jardins d’ailleurs ou Diseries VII, 1999
- Les scènes fructives, 1999
- Les troncs tronches, 1999
- Rires d’armes, 2002
- A vue d’œil 1, 2002
- A vue d’œil 2 & A vue d’œil 3, 2003
- A vue d’œil 4, 2004
- A vue d’œil 5, 2005
- Les contes en couleurs – les contes des rois, 2005
- Les Diseries 8, 9, 10 & 11, 2005
- Légumes et fruits en gaîté, 2006
- Les Diseries 12 & 13, 2006
- Les Blâ-blâsseries 1 & 2, 2006
- La mer ou Diseries maritimes, 2006
- Haut-tonales, 2006
- A vue d’œil 6, 2006
- Les Diseries 14, 2007